# Psaenythia philanthoides
Psaenythia philanthoides är en biart som beskrevs av Carl Eduard Adolph Gerstäcker 1868. Psaenythia philanthoides ingår i släktet Psaenythia och familjen grävbin. Inga underarter finns listade i Catalogue of Life.